# 保科愛里
アイリ（本名：保科 愛里（ほしな あいり）、1987年3月9日 - ）は、東京都出身のローカルタレント。魚座、AB型。

## 概要
- 父は日本人、母はケニア人。
- 国籍は日本であるが、3歳から15歳までケニアで暮らし、15歳の時に日本に戻り、東京で育つ。
- トライリンガルで、話せる言語は英語・スワヒリ語・日本語の3つ（英語検定1級の免許あり）。
- 身長164cm。
- 好きなことは音楽と踊ること、好きな食べ物は苺とアボカド。
- 特技は水泳と料理。
- 2008年4月から広島で『レッツ!東広島』のローカルリポーターを務める。

## 主な出演番組
- レッツ!東広島（HOME 2008年4月2日〜）